# Faubourg Saint-Marcel

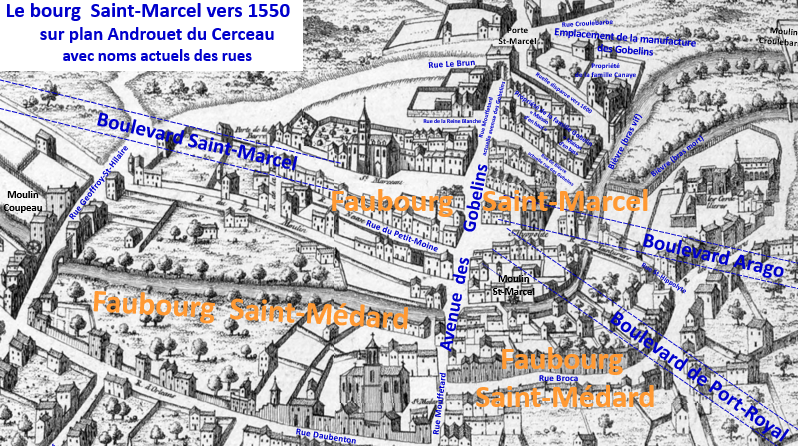
Předměstí na mapě z roku 1550 doplněné názvy současných ulic

Faubourg Saint-Marcel (tj. předměstí svatého Marcela) bylo východní předměstí Paříže, které se rozkládalo za městskými hradbami v prostoru dnešního 5. a 13. obvodu.

## Historie
V antickém období se oblast budoucího Faubourg Saint-Marcel nacházela mimo zástavbu Lutetie, a proto nebyla urbanizovaná. Na počátku 4. století však byla u římské cesty vedoucí do Melunu vybudována nekropole. Pohřbívalo se zde až do období Merovejců. Ve 3. století zde nejspíš nechal svatý Diviš vybudovat jednoduchou kapli zasvěcenou sv. Klementovi. V následujícím století ho nahradil kult sv. Marcela a dal jméno předměstí (původní název vsi byl Chambois nebo Chamboy). Při obléhání Paříže Normany byly pozůstatky svatého Marcela přeneseny do katedrály na ostrově Cité. Kult svatého Marcela se posléze rozvíjel a přitahoval mnoho poutníků.
Výstavba kapituly Saint-Marcel v 11. století, kaple svatého Martina, kostela Saint-Hippolyte a zřízení farnosti ve Faubourg Saint-Médard pod správou opatství Sainte-Genevieve na levém břehu řeky Bièvre přispělo k rozvoji předměstí. Předměstí Saint-Médard na druhé straně řeky Bièvre přitahovalo od konce 13. století šlechtu. Od počátku 16. století už byla oblast méně módní a předměstí se měnilo na řemeslné.
Předměstí Saint-Marcel bylo od 13. století chráněno hradbami a příkopy a řekou Bièvre. V letech 1557–1561 byly hradby zbořeny a příkopy zasypány.
Řemeslníci se usazovali i na předměstí Saint-Marcel – koželuzi, jircháři, ševci a barvíři, kteří využívali řeku Bièvre. V roce 1663 zde byla založena Královská manufaktura gobelínů.
V roce 1665 ve Faubourg Saint-Marcel bylo 950 domů, ve kterých bylo 2776 domácností. V roce 1673 vyhnal Ludvík XIV. koželuhy a barvíře z centra Paříže, aby se usadili ve čtvrtích Saint-Marcel nebo Chaillot.
V 19. století bylo Faubourg Saint-Marcel definitivně začleněno do města Paříže (tento proces začal již rokem 1724). Průmyslová revoluce znamenala příchod mnoha nových chudých dělníků. Přestavba Paříže iniciovaná baronem Haussmannem znamenala pro čtvrť velké změny. V roce 1857 bylo rozhodnuto postavit bulváry Saint-Marcel a Arago. Během dvou let zmizel středověký charakter zbořením kláštera Saint-Marcel a téměř všech středověkých domů. Několik se jich dochovalo pouze v ulicích Rue des Gobelins a Rue de la Reine-Blanche. V roce 1912 byla zakryta znečištěná Bièvre a zmizely i zbytky průmyslu na jejích březích, hlavně koželužny.

## Významné stavby
- Manufaktura na gobelíny
- Château de la Reine Blanche
- Kostel svatého Medarda
- Kostel svatého Marcela
- Théâtre des Gobelins
- Hôtel Scipion
- Square René-Le Gall
- Hôpital Broca
- Cité fleurie